# Cato
|  | No s'ha de confondre amb Cató. |

Cato és una vila del Comtat de Cayuga a l'Estat de Nova York dels Estats Units d'Amèrica.

## Demografia
Segons el cens dels Estats Units del 2000 Cato tenia 601 habitants, 238 habitatges, i 154 famílies. La densitat de població era de 234,4 habitants/km².
Dels 238 habitatges en un 35,3% hi vivien nens de menys de 18 anys, en un 51,3% hi vivien parelles casades, en un 11,3% dones solteres, i en un 34,9% no eren unitats familiars. En el 31,5% dels habitatges hi vivien persones soles el 19,7% de les quals corresponia a persones de 65 anys o més que vivien soles. El nombre mitjà de persones vivint en cada habitatge era de 2,53 i el nombre mitjà de persones que vivien en cada família era de 3,15.
Per edats la població es repartia de la següent manera: un 29,5% tenia menys de 18 anys, un 6,3% entre 18 i 24, un 27,8% entre 25 i 44, un 19,3% de 45 a 60 i un 17,1% 65 anys o més.
L'edat mediana era de 38 anys. Per cada 100 dones de 18 o més anys hi havia 80,4 homes.
La renda mediana per habitatge era de 35.938 $ i la renda mediana per família de 49.219 $. Els homes tenien una renda mediana de 37.303 $ mentre que les dones 26.250 $. La renda per capita de la població era de 17.511 $. Entorn del 2,9% de les famílies i el 6,9% de la població estaven per davall del llindar de pobresa.